# Миронов, Николай Романович
Никола́й Рома́нович Миро́нов (14 [27] декабря 1913, Каменское, Екатеринославская губерния — 19 октября 1964, Белград) — советский партийный деятель, генерал-майор КГБ (1956). Заведующий отделом административных органов ЦК КПСС по союзным республикам.
Член ЦРК КПСС (с 1961 г.).
Депутат Верховного Совета СССР (с 1962 г.).

## Биография
Происхождение неясное. Был усыновлен рабочей семьей. Отец был рабочим кирпичного завода, позднее работал на железной дороге.
В 1928 окончил 2 класса ФЗУ в родном городе. В 1929—1931 учился в Днепропетровском техникуме физкультуры.
В 1932—1933 — преподаватель физкультуры в школе и ФЗУ. В 1933—1934 заведующий сектором культмассовой и физкультурной работы Днепропетровского обкома профсоюзов, в 1934—1937 заведующий отделом вузов Днепропетровского областного Совета физкультуры и спорта.
В 1937—1941 студент геолого-географического факультета Днепропетровского государственного университета, в начале Великой Отечественной с 5 курса добровольцем ушёл в армию (окончил университет в 1946 г.). Член ВКП(б) с мая 1940 года.
С 18 августа 1941 года участвовал в боях. Политбоец, комиссар батареи, старший инструктор по работе среди войск противника политотдела 255-й стрелковой дивизии на Южном фронте. Несколько раз ранен, с февраля 1942 года на излечении в военном госпитале в Кисловодске, с мая 1942 года старший инструктор по пропаганде и агитации политотдела 255-й стрелковой дивизии на Южном и Юго-Западном фронтах. С августа 1942 года заместитель начальника полевого эвакопункта № 197 по политической части (46-я армия, 2-й и 3-й Украинские фронты). Закончил войну в звании майора.
После демобилизации в октябре 1945 г. находился на партийной работе: заведующий сектором вузов и НИИ отдела агитационно-пропагандистской работы Днепропетровского обкома КП(б) Украины (одновременно доучивался в университете). С апреля 1947 года 1 секретарь Жовтневого райкома Днепропетровска, с декабря 1949 года — секретарь Кировоградского обкома КП(б) Украины.
После смещения В. С. Абакумова по партийному набору в августе 1951 года начал работать в органах госбезопасности СССР.
23 августа 1951 — 30 марта 1953 года — заместитель начальника 3-го Главного управления МГБ СССР (военная контрразведка). 17 апреля — 5 августа 1953 года — заместитель начальника Управления контрразведки — Особого отдела МВД-КГБ по Киевскому военному округу.
5 августа 1953 — 20 января 1956 года — заместитель начальника 3-го Главного управления МГБ СССР и КГБ при СМ СССР (военная контрразведка). Активно поддержал Н. С. Хрущёва в его деятельности по реформированию спецслужб после развенчания культа личности.
20 января 1956 — 13 июня 1959 года — начальник УКГБ по Ленинградской области. С июня 1959 года — в действующем резерве КГБ.
Воинские звания: майор (6.5.1943), подполковник (12.9.1951 г.), полковник (28.12.1951), генерал-майор (14.1.1956).
Был одним из инициаторов смещения тогдашнего начальника КГБ СССР И. А. Серова.
С 30 мая 1959 года — заведующий отделом административных органов ЦК КПСС по союзным республикам, в задачи которого входили: руководство и контроль за деятельностью управлений и отделов военных ведомств, партийных и комсомольских армейских организаций, политотделов военных округов и флотов, ведомств госбезопасности и внутренних дел, органов прокуратуры, Верховного Суда СССР, органов госконтроля, здравоохранения, соцобеспечения. Считался одной из ключевых фигур в партийно-политической номенклатуре СССР.

Братская могила на Новодевичьем кладбище, где похоронен Миронов.

Погиб в авиакатастрофе под Белградом 19 октября 1964 года вместе с начальником Генерального штаба Вооруженных сил СССР Маршалом Советского Союза С. С. Бирюзовым и несколькими генералами в составе советской военной делегации, летевшей на празднование 20-летия освобождения Белграда от немецких оккупантов.

Человек исключительно одарённый, тонкий, внимательный, и в то же время мужественный и решительный, Николай Миронов был прирождённым политиком. Хоть и не терпит история сослагательного наклонения, но уверен, не будь той трагедии под Белградом, судьба всей советской страны сложилась бы по-другому.— Л. Г. Иванов
Н. Р. Миронов вырос в Днепродзержинске и Днепропетровске и с юных лет был близко дружен с Л. И. Брежневым. Говорили, что Брежнев признавал интеллектуальное превосходство Н. Р. Миронова и внимательно прислушивался к его рекомендациям.

"Нельзя не заметить, что в стране Н. Миронова знали мало, широким массам его имя ничего не говорило. Но в руководстве партии, в силовых структурах его хорошо знали: это была сильная и авторитетная фигура. Он обладал колоссальной политической волей и умением достигать поставленных целей, О степени его влияния на высшее руководство страны, включая Л. Брежнева, ходили легенды.

— Ещё один теневой лидер, — заметит кто-то. Это не совсем так. Ведь погиб-то он не на вершине карьеры. Что такое 50 лет для человека, «под которым» и до антихрущевского переворота «ходили» армия, КГБ, ГРУ, внутренние и пограничные войска, правоохранительные органы. Говорят, что он сыграл большую роль в смещении Хрущева».— Л. Г. Иванов
В. Е. Семичастный утверждал, что занимаемая им должность председателя КГБ после прихода к власти Брежнева «готовилась для Николая Романовича Миронова, который потом погиб… Я это чувствовал». В своих воспоминаниях он также писал, что тогда «пришел к выводу, что возможным кандидатом на мое место в КГБ мог стать заведующий отделом административных органов ЦК Николай Романович Миронов. Человек он был ершистый, но с Брежневым во всем соглашался. Главное: он был из Днепропетровска, работал там вместе с Брежневым и числился в его резерве на выдвижение».
По утверждению же Г. Арбатова, Миронов, наоборот, принадлежал к «комсомольской группе» Шелепина. С. Григорьянц называет Миронова «самым мощным союзником» Шелепина в партийном аппарате.
И бывший офицер КГБ А. Голицын называл Шелепина другом Миронова.
В его память названа улица в г. Днепропетровске. На месте гибели военной делегации, в которую входил Николай Миронов, на горе Авала близ Белграда в Сербии, был воздвигнут Памятник советским ветеранам войны.

## Семья
Сын — Миронов, Виктор Николаевич, генерал-майор запаса, с 2001 г. — начальник Департамента международных связей АФК «Система», член Совета директоров ОАО «Камов».

## Награды и отличия
- Орден Ленина (26 декабря 1963);
- Орден Отечественной войны II-й степени (3 апреля 1944);
- Орден Красной Звезды (15 июня 1946);
- Орден Трудового Красного Знамени (21 июня 1957);
- Орден «Знак Почета» (23 января 1948);
- нагрудный знак «Почетный сотрудник госбезопасности» (23 декабря 1957);
- медали.